# Arthur Cissé
Arthur Gue Cissé (* 29. Dezember 1996 in Man) ist ein ivorischer Leichtathlet, der sich auf den Sprint spezialisiert hat. Er ist aktuell Inhaber des Landesrekordes über 100 Meter und feierte mit dem Gewinn der Goldmedaille über 4-mal 100 Meter bei den Afrikaspielen 2015 in Brazzaville seinen größten Erfolg.

## Sportliche Laufbahn
Erste Erfahrungen bei internationalen Meisterschaften sammelte Arthur Cissé bei den Afrikameisterschaften 2014 in Marrakesch, bei denen er mit 10,86 s im Halbfinale ausschied. Im Jahr darauf gewann er bei den Juniorenafrikameisterschaften in Addis Abeba in 10,63 s die Silbermedaille hinter dem Nigerianer Divine Oduduru, belegte im 200-Meter-Lauf in 21,92 s den fünften Platz und wurde mit der ivorischen 4-mal-100-Meter-Staffel in 41,46 s Vierter. Anschließend nahm er erstmals an den Afrikaspielen in Brazzaville teil, siegte dort mit der Staffel in 38,93 s und schied über 100 Meter mit 10,55 s im Halbfinale aus. Auch bei den Afrikameisterschaften 2016 in Durban schied er mit 10,49 s im Halbfinale aus, gewann aber mit der Staffel in 38,98 s die Silbermedaille hinter Südafrika. Bei den Islamic Solidarity Games 2017 in Baku gewann er mit der Staffel in 39,82 s Bronze und erreichte im 100-Meter-Lauf in 10,43 s den fünften Platz. Bei den Spielen der Frankophonie im heimischen Abidjan siegte er mit der Staffel in 39,39 s und gewann über 100 und 200 Meter in 10,34 s bzw. 20,93 s jeweils die Silbermedaille. 2018 nahm er im 60-Meter-Lauf an den Hallenweltmeisterschaften in Birmingham teil und schied dort mit 6,59 s im Halbfinale aus. Im August gewann er bei den Afrikameisterschaften in Asaba in 10,33 s die Silbermedaille hinter dem Südafrikaner Akani Simbine. Zudem sicherte er sich mit der Staffel in 38,92 s die Bronzemedaille hinter Südafrika und Nigeria. Anschließend wurde er beim Continentalcup in Ostrava in 10,23 s Fünfter.
2019 nahm er erneut an den Afrikaspielen in Rabat teil und gewann dort in 9,97 s die Silbermedaille über 100 Meter hinter dem Nigerianer Raymond Ekevwo. Zudem kam er in der Staffel im Vorlauf zum Einsatz und erreichte auch das Finale, in dem er aber nicht mehr Teil der Staffel war. Anschließend erreichte er bei den Weltmeisterschaften in Doha das Halbfinale, in dem er mit 10,34 s ausschied. 2020 siegte er in 10,10 s beim ISTAF Berlin und wurde bei der Golden Gala Pietro Mennea in 10,04 s Zweiter über 100 Meter. Im Jahr darauf nahm er über 100 Meter an den Olympischen Sommerspielen in Tokio teil und schied dort mit 10,18 s im Halbfinale aus. 2022 erreichte er bei den Hallenweltmeisterschaften in Belgrad das Finale über 60 Meter und klassierte sich dort mit 6,69 s auf dem achten Platz. Im Juni siegte er in 10,06 s beim Meeting International de Montreuil und kurz darauf in 10,24 s beim Memoriał Janusza Kusocińskiego. Daraufhin gelangte er bei den Afrikameisterschaften in Port Louis bis ins Halbfinale und schied dort mit 10,30 s aus. Über 200 Meter erreichte er das Finale, ging dort aber nicht mehr an den Start. Anschließend siegte er in 10,28 s beim Meeting International de Marseille sowie in 10,06 s beim Meeting Madrid. Bei den Weltmeisterschaften in Eugene schied er mit 10,16 s im Halbfinale über 100 Meter aus und anschließend siegte er in irregulären 9,89 s bei den Islamic Solidarity Games in Konya. Im Jahr darauf gewann er bei den Spielen der Frankophonie in Kinshasa in 10,24 s die Bronzemedaille über 100 Meter hinter dem Kameruner Emmanuel Eseme und Mamadou Fall Sarr aus dem Senegal. Zudem siegte sie in 39,32 s in der 4-mal-100-Meter-Staffel. Kurz darauf schied sie bei den Weltmeisterschaften in Budapest mit 11,58 s in der ersten Runde über 100 Meter aus. 2024 kam er bei den Afrikaspielen in Accra mit der Staffel im Vorlauf nicht ins Ziel. Im Juni gewann er bei den Afrikameisterschaften in Douala in 39,77 s gemeinsam mit Gnamien Nehemie N'Goran, Ismaël Koné und Kouadio Éric Kouamé die Bronzemedaille im Staffelbewerb hinter den Teams aus Ghana und Nigeria. Anschließend schied er bei den Olympischen Sommerspielen in Paris mit 10,31 s in der ersten Runde über 100 Meter aus.

## Persönliche Bestzeiten
- 100 Meter: 9,93 s (+1,2 m/s), 24. Juli 2019 in Leverkusen (ivorischer Rekord)
  - 60 Meter (Halle): 6,53 s, 1. Februar 2019 in Berlin (ivorischer Rekord)
- 150 Meter: 15,15 s (+0,5 m/s), 8. September 2020 in Ostrava (nationale Bestleistung)
- 200 Meter: 20,23 s, 25. September 2020 in Doha (ivorischer Rekord)